# آرثر إدواردز (لاعب كرة سلة)
آرثر إدواردز (29 سبتمبر 1992 بواشنطن العاصمة في الولايات المتحدة - ) (بالإنجليزية: Arthur Edwards)‏ هو لاعب كرة سلة أمريكي في مركز مدافع مسدد الهدف. لعب مع Alabama Crimson Tide ‏.

## وصلات خارجية
- آرثر إدواردز على موقع كرة السلة الأوروبية.كوم (الإنجليزية)
- آرثر إدواردز على موقع كلية كرة السلة في سبورتس رفرنس.كوم (الإنجليزية)
- آرثر إدواردز على موقع ريلجم (الإنجليزية)
- آرثر إدواردز على موقع بروبوليرز (الإنجليزية)
- آرثر إدواردز على موقع سبورتس رفرنس (الإنجليزية)